# Liste des matchs de l'équipe du Guyana de football par adversaire
Cette liste présente les matchs de l'équipe du Guyana de football par adversaire rencontré.
- Haut – A
- B
- C
- D
- E
- F
- G
- H
- I
- J
- K
- L
- M
- N
- O
- P
- Q
- R
- S
- T
- U
- V
- W
- X
- Y
- Z

## A

### Anguilla

#### Confrontations
Confrontations entre le Guayana et Anguilla en matchs officiels :
|   | Date          | Lieu         | Match             | Score | Compétition                                                                 |
| - | ------------- | ------------ | ----------------- | ----- | --------------------------------------------------------------------------- |
| 1 | 19 avril 1998 | Saint John's | Anguilla - Guyana | 0-14  | Coupe caribéenne des nations 1998 (tour préliminaire)                       |
| 2 | 22 mars 2016  | Georgetown   | Guyana - Anguilla | 7-0   | Éliminatoires de la Coupe caribéenne des nations 2017 (1er tour - groupe 5) |

#### Bilan
Au 18 août 2018 :
- Total de matchs disputés : 2
- Victoires d'Anguilla : 0
- Matchs nuls : 0
- Victoires du Guyana : 2
- Total de buts marqués par Anguilla : 0
- Total de buts marqués par le Guyana : 21

### Antigua-et-Barbuda
Confrontations entre Antigua-et-Barbuda et le Guyana :
|    | Date              | Lieu           | Match                       | Score | Compétition                                                  |
| -- | ----------------- | -------------- | --------------------------- | ----- | ------------------------------------------------------------ |
| 1  | 29 mai 1983       | Georgetown     | Guyana - Antigua-et-Barbuda | 0-0   | Tour préliminaire de la Coupe caribéenne des nations 1983    |
| 2  | 5 juin 1983       | Saint John's   | Antigua-et-Barbuda - Guyana | 4-0   | Tour préliminaire de la Coupe caribéenne des nations 1983    |
| 3  | ?? 1984           |                | Antigua-et-Barbuda - Guyana | 3-0   | Match amical                                                 |
| 4  | 15 avril 1998     | Saint John's   | Antigua-et-Barbuda - Guyana | 2-2   | Match amical                                                 |
| 5  | 24 février 2006   | Linden         | Guyana - Antigua-et-Barbuda | 2-1   | Match amical                                                 |
| 6  | 26 février 2006   | Georgetown     | Guyana - Antigua-et-Barbuda | 4-1   | Match amical                                                 |
| 7  | 24 novembre 2006  | Georgetown     | Guyana - Antigua-et-Barbuda | 6-0   | 2e tour préliminaire de la Coupe caribéenne des nations 2007 |
| 8  | 21 septembre 2008 | Saint John's   | Antigua-et-Barbuda - Guyana | 3-0   | Match amical                                                 |
| 9  | 7 novembre 2008   | Tunapuna       | Antigua-et-Barbuda - Guyana | 2-1   | 2e tour préliminaire de la Coupe caribéenne des nations 2008 |
| 10 | 3 juin 2009       | Paramaribo     | Antigua-et-Barbuda - Guyana | 2-1   | Parbo Bier Cup 2009                                          |
| 11 | 29 novembre 2010  | Rivière-Pilote | Antigua-et-Barbuda - Guyana | 1-0   | Coupe caribéenne des nations 2010 (gr. I)                    |
| 12 | 11 octobre 2019   | Saint John's   | Antigua-et-Barbuda - Guyana | 2-1   | Ligue des nations de la CONCACAF 2019-2020 (Ligue B - gr. C) |
| 13 | 14 octobre 2019   | Leonora        | Guyana - Antigua-et-Barbuda | 5-1   | Ligue des nations de la CONCACAF 2019-2020 (Ligue B - gr. C) |

#### Bilan
Au 22 novembre 2019 :
- Total de matchs disputés : 13
- Victoires de l'équipe d'Antigua-et-Barbuda : 7
- Victoires de l'équipe du Guyana : 4
- Matchs nuls : 2

### Antilles néerlandaises

#### Confrontations
Confrontations entre les Antilles néerlandaises et le Guyana en matchs officiels :
|   | Date             | Lieu       | Match                           | Score           | Compétition                                           |
| - | ---------------- | ---------- | ------------------------------- | --------------- | ----------------------------------------------------- |
| 1 | 20 mai 1990      | Georgetown | Guyana - Antilles néerlandaises | 1-1             | Match amical                                          |
| 2 | 9 mars 1991      | Georgetown | Guyana - Antilles néerlandaises | 4-0             | Coupe caribéenne des nations 1991 (tour préliminaire) |
| 3 | 28 juillet 2002  | Georgetown | Guyana - Antilles néerlandaises | 2-1             | Gold Cup 2003 (qualifications)                        |
| 4 | 11 août 2002     | Willemstad | Antilles néerlandaises - Guyana | 1-0 (tab : 3-2) | Gold Cup 2003 (qualifications)                        |
| 5 | 8 septembre 2006 | Willemstad | Antilles néerlandaises - Guyana | 0-5             | Coupe caribéenne des nations 2007 (qualifications)    |
| 6 | 30 octobre 2009  | Paramaribo | Guyana - Antilles néerlandaises | 1-0             | Match amical                                          |
| 7 | 15 octobre 2010  | Paramaribo | Antilles néerlandaises - Guyana | 2-3             | Coupe caribéenne des nations 2010 (qualifications)    |

#### Bilan
- Total de matchs disputés : 7
- Victoires des Antilles néerlandaises : 1
- Victoires du Guyana : 5
- Matchs nuls : 1
- Total de buts marqués par les Antilles néerlandaises : 5
- Total de buts marqués par le Guyana : 16

### Aruba

#### Confrontations
Confrontations entre le Guyana et Aruba en matchs officiels :
|   | Date             | Lieu       | Match          | Score | Compétition                                                  |
| - | ---------------- | ---------- | -------------- | ----- | ------------------------------------------------------------ |
| 1 | 12 avril 1992    | Paramaribo | Aruba - Guyana | 0-3   | Coupe caribéenne des nations 1992 (tour préliminaire)        |
| 2 | 6 septembre 2019 | Willemstad | Aruba - Guyana | 0-1   | Ligue des nations de la CONCACAF 2019-2020 (Ligue B - gr. C) |
| 3 | 15 novembre 2019 | Leonora    | Guyana - Aruba | 4-2   | Ligue des nations de la CONCACAF 2019-2020 (Ligue B - gr. C) |

#### Bilan
Au 22 novembre 2019 :
- Total de matchs disputés : 3
- Victoires d'Aruba : 0
- Matchs nuls : 0
- Victoires du Guyana : 3
- Total de buts marqués par Aruba : 2
- Total de buts marqués par le Guyana : 8

## B

### Barbade

#### Confrontations
Confrontations entre la Barbade et la Guyane britannique puis le Guyana en matchs officiels :
|    | Date             | Lieu           | Match                        | Score | Compétition                                                        |
| -- | ---------------- | -------------- | ---------------------------- | ----- | ------------------------------------------------------------------ |
| 1  | mars 1931        | Georgetown     | Guyane britannique - Barbade | 9-0   | Match amical                                                       |
| 2  | mars 1931        | Georgetown     | Guyane britannique - Barbade | 7-0   | Match amical                                                       |
| 3  | 19 avril 1932    | Bridgetown     | Barbade - Guyane britannique | 0-1   | Match amical                                                       |
| 4  | 21 avril 1932    | Bridgetown     | Barbade - Guyane britannique | 2-2   | Match amical                                                       |
| 5  | 25 octobre 1933  | Port-d'Espagne | Barbade - Guyane britannique | 0-2   | Match amical                                                       |
| 6  | 3 novembre 1933  | Port-d'Espagne | Barbade - Guyane britannique | 2-5   | Match amical                                                       |
| 7  | octobre 1944     |                | Barbade - Guyane britannique | 0-1   | Match amical                                                       |
| 8  | 7 octobre 1944   | Port-d'Espagne | Barbade - Guyane britannique | 0-3   | Match amical                                                       |
| 9  | 9 mars 1959      | Port-d'Espagne | Barbade - Guyane britannique | 2-1   | Match amical                                                       |
| 10 | octobre 1977     | Georgetown     | Guyana - Barbade             | 0-0   | Match amical                                                       |
| 11 | octobre 1977     | Linden         | Guyana - Barbade             | 2-0   | Match amical                                                       |
| 12 | octobre 1977     | Georgetown     | Guyana - Barbade             | 0-0   | Match amical                                                       |
| 13 | 1er mai 1978     | Bridgetown     | Barbade - Guyana             | 1-0   | Match amical                                                       |
| 14 | 3 mai 1978       | Bridgetown     | Barbade - Guyana             | 3-0   | Match amical                                                       |
| 15 | 24 avril 1983    | Bridgetown     | Barbade - Guyana             | 1-1   | Coupe caribéenne des nations 1983 (tour préliminaire)              |
| 16 | 8 mai 1983       | Georgetown     | Guyana - Barbade             | 2-0   | Coupe caribéenne des nations 1983 (tour préliminaire)              |
| 17 | juin 1986        | Georgetown     | Guyana - Barbade             | 2-1   | Match amical                                                       |
| 18 | juin 1986        | Georgetown     | Guyana - Barbade             | 0-2   | Match amical                                                       |
| 19 | 14 mars 1987     | Bridgetown     | Barbade - Guyana             | 2-2   | Match amical                                                       |
| 20 | janvier 1992     | Georgetown     | Guyana - Barbade             | 0-2   | Match amical                                                       |
| 21 | janvier 1992     | Georgetown     | Guyana - Barbade             | 0-2   | Match amical                                                       |
| 22 | 14 mars 1993     | Georgetown     | Guyana - Barbade             | 0-3   | Coupe caribéenne des nations 1993 (tour préliminaire)              |
| 23 | 26 mars 1995     | Bridgetown     | Barbade - Guyana             | 3-0   | Coupe caribéenne des nations 1995 (qualifications)                 |
| 24 | 2 avril 1995     | Georgetown     | Guyana - Barbade             | 0-4   | Coupe caribéenne des nations 1995 (qualifications)                 |
| 25 | 6 avril 1997     | Port-d'Espagne | Guyana - Barbade             | 0-2   | Coupe caribéenne des nations 1997 (qualifications)                 |
| 26 | 28 février 1999  | Georgetown     | Guyana - Barbade             | 2-2   | Coupe caribéenne des nations 1999 (tour préliminaire)              |
| 27 | 6 mars 1999      | Bridgetown     | Barbade - Guyana             | 2-0   | Coupe caribéenne des nations 1999 (tour préliminaire)              |
| 28 | 23 mars 2001     | Georgetown     | Guyana - Barbade             | 2-2   | Match amical                                                       |
| 29 | 25 mars 2001     | Georgetown     | Guyana - Barbade             | 1-2   | Match amical                                                       |
| 30 | 15 février 2004  | Bridgetown     | Barbade - Guyana             | 0-2   | Match amical                                                       |
| 31 | 13 février 2005  | Bridgetown     | Barbade - Guyana             | 3-3   | Match amical                                                       |
| 32 | 3 septembre 2006 | Bridgetown     | Barbade - Guyana             | 0-1   | Match amical                                                       |
| 33 | 20 mai 2011      | Linden         | Guyana - Barbade             | 1-0   | Match amical                                                       |
| 34 | 22 mai 2011      | Providence     | Guyana - Barbade             | 3-2   | Match amical                                                       |
| 35 | 29 mai 2011      | Bridgetown     | Barbade - Guyana             | 1-1   | Match amical                                                       |
| 36 | 2 septembre 2011 | Providence     | Guyana - Barbade             | 2-0   | Éliminatoires de la Coupe du monde 2014 (zone CONCACAF, 2e tour)   |
| 37 | 7 octobre 2011   | Bridgetown     | Barbade - Guyana             | 0-2   | Éliminatoires de la Coupe du monde 2014 (zone CONCACAF, 2e tour)   |
| 38 | 1er février 2015 | Bridgetown     | Barbade - Guyana             | 2-2   | Match amical                                                       |
| 39 | 6 septembre 2018 | Leonora        | Guyana - Barbade             | 2-2   | Ligue des nations de la CONCACAF 2019-2020 (tournoi de classement) |

#### Bilan
Au 11 septembre 2018 :
- Total de matchs disputés : 39
- Victoires de la Barbade : 14
- Matchs nuls : 10
- Victoires du Guyana : 15
- Total de buts marqués par la Barbade : 51
- Total de buts marqués par le Guyana : 62

### Belize

#### Confrontations
Confrontations entre le Guyana et le Belize en matchs officiels :
|   | Date         | Lieu        | Match           | Score | Compétition                                                        |
| - | ------------ | ----------- | --------------- | ----- | ------------------------------------------------------------------ |
| 1 | 27 mars 2002 | Belize City | Belize - Guyana | 3-1   | Match amical                                                       |
| 2 | 23 mars 2019 | Leonora     | Guyana - Belize | 2-1   | Ligue des nations de la CONCACAF 2019-2020 (tournoi de classement) |

#### Bilan
Au 28 mars 2019 :
- Total de matchs disputés : 2
- Victoires du Belize : 1
- Matchs nuls : 0
- Victoires du Guyana : 1
- Total de buts marqués par le Belize : 4
- Total de buts marqués par le Guyana : 3

### Bermudes
Confrontations entre les Bermudes et le Guyana :
|   | Date             | Lieu       | Match             | Score | Compétition                                                      |
| - | ---------------- | ---------- | ----------------- | ----- | ---------------------------------------------------------------- |
| 1 | 6 septembre 2011 | Georgetown | Guyana - Bermudes | 2-1   | Éliminatoires de la Coupe du monde 2014 (zone CONCACAF, 2e tour) |
| 2 | 11 octobre 2011  | Hamilton   | Bermudes - Guyana | 1-1   | Éliminatoires de la Coupe du monde 2014 (zone CONCACAF, 2e tour) |
| 3 | 6 juin 2019      | Hamilton   | Bermudes - Guyana | 1-0   | Match amical                                                     |

#### Bilan
Au 16 juin 2019 :
- Total de matchs disputés : 3
- Victoires de l'équipe des Bermudes : 1
- Victoires de l'équipe du Guyana : 1
- Match nul : 1

### Bolivie
Confrontations entre le Guyana et la Bolivie en matchs officiels :
|   | Date         | Lieu   | Match            | Score | Compétition  |
| - | ------------ | ------ | ---------------- | ----- | ------------ |
| 1 | 15 août 2012 | La Paz | Bolivie - Guyana | 2-0   | Match amical |

#### Bilan
Au 18 août 2018 :
- Total de matchs disputés : 1
- Victoires de la Bolivie : 1
- Matchs nuls : 0
- Victoires du Guyana : 0
- Total de buts marqués par la Bolivie : 2
- Total de buts marqués par le Guyana : 0

## C

### Costa Rica

#### Confrontations
Confrontations entre le Guyana et le Costa Rica en matchs officiels :
|   | Date            | Lieu       | Match               | Score | Compétition                                                      |
| - | --------------- | ---------- | ------------------- | ----- | ---------------------------------------------------------------- |
| 1 | 12 juin 2012    | Georgetown | Guyana - Costa Rica | 0-4   | Éliminatoires de la Coupe du monde 2014 (zone CONCACAF, 3e tour) |
| 2 | 16 octobre 2012 | San José   | Costa Rica - Guyana | 7-0   | Éliminatoires de la Coupe du monde 2014 (zone CONCACAF, 3e tour) |

#### Bilan
Au 18 août 2018 :
- Total de matchs disputés : 2
- Victoires du Costa Rica : 2
- Matchs nuls : 0
- Victoires du Guyana : 0
- Total de buts marqués par le Costa Rica : 11
- Total de buts marqués par le Guyana : 0

### Cuba
Confrontations entre Cuba et le Guyana :
|   | Date             | Lieu       | Match         | Score | Compétition                                               |
| - | ---------------- | ---------- | ------------- | ----- | --------------------------------------------------------- |
| 1 | 9 novembre 1980  | La Havane  | Cuba - Guyana | 1-0   | Coupe des nations de la CONCACAF 1981 (tour préliminaire) |
| 2 | 30 novembre 1980 | Linden     | Guyana - Cuba | 0-3   | Coupe des nations de la CONCACAF 1981 (tour préliminaire) |
| 3 | 8 avril 2001     | Georgetown | Guyana - Cuba | 0-3   | Coupe caribéenne des nations 2001 (qualifications)        |
| 4 | 18 janvier 2007  | Marabella  | Cuba - Guyana | 0-0   | Coupe caribéenne des nations 2007 (gr. Bobby Sookram)     |

#### Bilan
Au 18 août 2018 :
- Total de matchs disputés : 4
- Victoires de Cuba : 3
- Matchs nuls : 1
- Victoires du Guyana : 0
- Total de buts marqués par Cuba : 7
- Total de buts marqués par le Guyana : 0

### Curaçao
|   | Date            | Lieu       | Match            | Score | Compétition                                           |
| - | --------------- | ---------- | ---------------- | ----- | ----------------------------------------------------- |
| 1 | 23 octobre 2012 | Gros Islet | Curaçao - Guyana | 1-2   | Coupe caribéenne des nations 2012 (tour préliminaire) |
| 2 | 1er juin 2016   | Willemstad | Curaçao - Guyana | 2-5   | Éliminatoires de la Coupe caribéenne des nations 2017 |

#### Bilan
Au 18 août 2018 :
- Total de matchs disputés : 2
- Victoires de Curaçao : 1
- Matchs nuls : 0
- Victoires du Guyana : 1
- Total de buts marqués par Curaçao : 6
- Total de buts marqués par le Guyana : 4

## D

### Dominique

#### Confrontations
Confrontations entre le Guyana et la Dominique en matchs officiels :
|   | Date              | Lieu       | Match              | Score | Compétition                                                      |
| - | ----------------- | ---------- | ------------------ | ----- | ---------------------------------------------------------------- |
| 1 | 6 avril 2001      | Georgetown | Guyana - Dominique | 2-0   | Coupe caribéenne des nations 2001 (qualifications)               |
| 2 | 30 septembre 2005 | Linden     | Guyana - Dominique | 3-0   | Match amical                                                     |
| 3 | 2 octobre 2005    | Georgetown | Guyana - Dominique | 3-0   | Match amical                                                     |
| 4 | 8 août 2008       | Providence | Guyana - Dominique | 3-0   | Coupe caribéenne des nations 2008 (qualifications)               |
| 5 | 3 septembre 2014  | Basseterre | Dominique - Guyana | 0-0   | Éliminatoires de la Coupe caribéenne des nations 2014 (1er tour) |

#### Bilan
Au 18 août 2018 :
- Total de matchs disputés : 5
- Victoires du Guyana : 4
- Matchs nuls : 1
- Victoires de la Dominique : 0
- Total de buts marqués par le Guyana : 11
- Total de buts marqués par la Dominique : 0

## E

### États-Unis
Confrontations entre les États-Unis et le Guyana :
|   | Date         | Lieu       | Match               | Score | Compétition           |
| - | ------------ | ---------- | ------------------- | ----- | --------------------- |
| 1 | 18 juin 2019 | Saint Paul | États-Unis - Guyana | 4-0   | Gold Cup 2019 (gr. D) |

#### Bilan
Au 22 juin 2019 :
- Total de matchs disputés : 1
- Victoires du Guyana : 0
- Matchs nuls : 0
- Victoires des États-Unis : 1
- Total de buts marqués par le Guyana : 0
- Total de buts marqués par les États-Unis : 4

## G

### Grenade

#### Confrontations
Confrontations entre le Guyana et la Grenade en matchs officiels :
|    | Date              | Lieu           | Match            | Score | Compétition                                                              |
| -- | ----------------- | -------------- | ---------------- | ----- | ------------------------------------------------------------------------ |
| 1  | 30 mars 1980      | Georgetown     | Guyana - Grenade | 5-2   | Coupe des nations de la CONCACAF 1981 (qualifications)                   |
| 2  | 13 avril 1980     | Saint-Georges  | Grenade - Guyana | 2-3   | Coupe des nations de la CONCACAF 1981 (qualifications)                   |
| 3  | 4 septembre 1987  | Georgetown     | Guyana - Grenade | 1-1   | Match amical                                                             |
| 4  | 6 septembre 1987  | Linden         | Guyana - Grenade | 3-0   | Match amical                                                             |
| 5  | 27 mai 1990       | Georgetown     | Guyana - Grenade | 1-1   | Match amical                                                             |
| 6  | 29 mars 1996      | Georgetown     | Guyana - Grenade | 1-2   | Éliminatoires de la Coupe du monde 1998 (zone CONCACAF - gr. Caraïbes 1) |
| 7  | 7 avril 1996      | Saint-Georges  | Grenade - Guyana | 6-0   | Éliminatoires de la Coupe du monde 1998 (zone CONCACAF - gr. Caraïbes 1) |
| 8  | 4 avril 1997      | Port-d'Espagne | Grenade - Guyana | 5-1   | Coupe caribéenne des nations 1997 (qualifications)                       |
| 9  | 17 avril 1998     | Saint John's   | Guyana - Grenade | 1-2   | Coupe caribéenne des nations 1998 (tour préliminaire)                    |
| 10 | 28 février 2004   | Saint-Georges  | Grenade - Guyana | 5-0   | Éliminatoires de la Coupe du monde 2006 (zone CONCACAF - 1er tour)       |
| 11 | 14 mars 2004      | Blairmont      | Guyana - Grenade | 1-3   | Éliminatoires de la Coupe du monde 2006 (zone CONCACAF - 1er tour)       |
| 12 | 10 septembre 2006 | Willemstad     | Grenade - Guyana | 0-1   | Coupe caribéenne des nations 2007 (qualifications)                       |
| 13 | 20 janvier 2008   | Georgetown     | Guyana - Grenade | 1-2   | Match amical                                                             |
| 14 | 22 février 2012   | Saint-Georges  | Grenade - Guyana | 1-2   | Match amical                                                             |
| 15 | 16 novembre 2012  | Saint-Georges  | Grenade - Guyana | 2-1   | Coupe caribéenne des nations 2012 (qualifications)                       |
| 16 | 29 mars 2015      | Georgetown     | Guyana - Grenade | 2-0   | Match amical                                                             |

#### Bilan
Au 18 août 2018 :
- Total de matchs disputés : 16
- Victoires du Guyana : 6
- Matchs nuls : 2
- Victoires de la Grenade : 8
- Total de buts marqués par le Guyana : 23
- Total de buts marqués par la Grenade : 33

### Guadeloupe

#### Confrontations
Confrontations entre le Guyana et la Guadeloupe en matchs officiels :
|   | Date             | Lieu           | Match               | Score | Compétition                                           |
| - | ---------------- | -------------- | ------------------- | ----- | ----------------------------------------------------- |
| 1 | 26 novembre 2006 | Georgetown     | Guyana - Guadeloupe | 3-2   | Coupe caribéenne des nations 2007 (qualifications)    |
| 2 | 16 janvier 2007  | Marabella      | Guyana - Guadeloupe | 4-3   | Coupe caribéenne des nations 2007 (gr. Bobby Sookram) |
| 3 | 27 novembre 2010 | Rivière-Pilote | Guyana - Guadeloupe | 1-1   | Coupe caribéenne des nations 2010 (gr. I)             |
| 4 | 4 mai 2015       | Les Abymes     | Guadeloupe - Guyana | 1-2   | Match amical                                          |

#### Bilan
Au 18 août 2018 :
- Total de matchs disputés : 4
- Victoires du Guyana : 3
- Matchs nuls : 1
- Victoires de la Guadeloupe : 0
- Total de buts marqués par le Guyana : 7
- Total de buts marqués par la Guadeloupe : 3

### Guatemala

#### Confrontations
Confrontations entre le Guatemala et le Guyana en matchs officiels :
|   | Date             | Lieu       | Match              | Score | Compétition  |
| - | ---------------- | ---------- | ------------------ | ----- | ------------ |
| 1 | 17 novembre 2010 | Kennesaw   | Guatemala - Guyana | 3-0   | Match amical |
| 2 | 29 février 2012  | Providence | Guyana - Guatemala | 0-2   | Match amical |

#### Bilan
Au 18 août 2018 :
- Total de matchs disputés : 2
- Victoires du Guatemala : 2
- Matchs nuls : 0
- Victoires du Guyana : 0
- Total de buts marqués par le Guatemala : 5
- Total de buts marqués par le Guyana : 0

### Guyane française

#### Confrontations
Confrontations entre le Guyana et la Guyane en matchs officiels :
|    | Date              | Lieu            | Match                     | Score           | Compétition                                                        |
| -- | ----------------- | --------------- | ------------------------- | --------------- | ------------------------------------------------------------------ |
| 1  | 8 avril 1992      | Paramaribo      | Guyana - Guyane française | 1-1             | Coupe caribéenne des nations 1992 (tour préliminaire)              |
| 2  | 21 janvier 1994   | Paramaribo      | Guyana - Guyane française | 1-1 (tab : 4-5) | Coupe caribéenne des nations 1994 (qualifications)                 |
| 3  | 19 février 1997   | Georgetown      | Guyana - Guyane française | 2-0             | Coupe caribéenne des nations 1997 (qualifications)                 |
| 4  | 23 février 1997   | Cayenne         | Guyane française - Guyana | 2-2             | Coupe caribéenne des nations 1997 (qualifications)                 |
| 5  | 7 juin 2009       | Paramaribo      | Guyane française - Guyana | 3-2             | Match amical                                                       |
| 6  | 1er novembre 2009 | Paramaribo      | Guyane française - Guyana | 0-1             | Match amical                                                       |
| 7  | 21 mars 2012      | Remire-Montjoly | Guyane française - Guyana | 1-0             | Match amical                                                       |
| 8  | 22 mars 2012      | Remire-Montjoly | Guyane française - Guyana | 0-2             | Match amical                                                       |
| 9  | 18 novembre 2012  | Saint-Georges   | Guyana - Guyane française | 4-3             | Coupe caribéenne des nations 2012 (qualifications)                 |
| 10 | 20 novembre 2018  | Remire-Montjoly | Guyane française - Guyana | 2-1             | Ligue des nations de la CONCACAF 2019-2020 (tournoi de classement) |

#### Bilan
Au 30 novembre 2018 :
- Total de matchs disputés : 10
- Victoires du Guyana : 4
- Matchs nuls : 3
- Victoires de la Guyane : 3
- Total de buts marqués par le Guyana : 16
- Total de buts marqués par la Guyane : 13

## H

### Haïti

#### Confrontations
Confrontations entre Haïti et le Guyana en matchs officiels :
|   | Date             | Lieu          | Match          | Score | Compétition                                        |
| - | ---------------- | ------------- | -------------- | ----- | -------------------------------------------------- |
| 1 | 2 novembre 2010  | Marabella     | Haïti - Guyana | 0-0   | Coupe caribéenne des nations 2010 (qualifications) |
| 2 | 14 novembre 2012 | Saint-Georges | Haïti - Guyana | 1-0   | Coupe caribéenne des nations 2012 (qualifications) |
| 3 | 11 juin 2019     | Alajuela      | Haïti - Guyana | 3-1   | Match amical                                       |

#### Bilan
Au 16 juin 2019 :
- Total de matchs disputés : 3
- Victoires d'Haïti : 2
- Matchs nuls : 1
- Victoires du Guyana : 0
- Total de buts marqués par Haïti : 4
- Total de buts marqués par le Guyana : 1

## I

### Îles Caïmans

#### Confrontations
Confrontations entre le Guyana et les îles Caïmans en matchs officiels :
|   | Date         | Lieu       | Match                 | Score | Compétition                                           |
| - | ------------ | ---------- | --------------------- | ----- | ----------------------------------------------------- |
| 1 | 25 mai 1991  | Kingston   | Guyana - Îles Caïmans | 2-1   | Coupe caribéenne des nations 1991 (gr. A)             |
| 2 | 11 mars 1993 | Georgetown | Guyana - Îles Caïmans | 3-2   | Coupe caribéenne des nations 1993 (tour préliminaire) |

#### Bilan
Au 18 août 2018 :
- Total de matchs disputés : 2
- Victoires du Guyana : 2
- Matchs nuls : 0
- Victoires des îles Caïmans : 0
- Total de buts marqués par le Guyana : 5
- Total de buts marqués par les îles Caïmans : 3

### Îles Turques-et-Caïques

#### Confrontations
Confrontations entre le Guyana et les îles Turques-et-Caïques en matchs officiels :
|   | Date            | Lieu           | Match                            | Score | Compétition                                                        |
| - | --------------- | -------------- | -------------------------------- | ----- | ------------------------------------------------------------------ |
| 1 | 13 octobre 2018 | Providenciales | Îles Turques-et-Caïques - Guyana | 0-8   | Ligue des nations de la CONCACAF 2019-2020 (tournoi de classement) |

#### Bilan
Au 16 octobre 2018 :
- Total de matchs disputés : 1
- Victoires du Guyana : 1
- Matchs nuls : 0
- Victoires des îles Turques-et-Caïques : 0
- Total de buts marqués par le Guyana : 8
- Total de buts marqués par les îles Turques-et-Caïques : 0

### Îles Vierges des États-Unis

#### Confrontations
Confrontations entre le Guyana et les îles Vierges des États-Unis en matchs officiels :
|   | Date        | Lieu             | Match                                | Score | Compétition                                                     |
| - | ----------- | ---------------- | ------------------------------------ | ----- | --------------------------------------------------------------- |
| 1 | 4 juin 2016 | Charlotte-Amélie | Îles Vierges des États-Unis - Guyana | 0-7   | Éliminatoires de la Coupe caribéenne des nations 2017 (2e tour) |

#### Bilan
Au 18 août 2018 :
- Total de matchs disputés : 1
- Victoires du Guyana : 1
- Matchs nuls : 0
- Victoires des îles Vierges des États-Unis : 0
- Total de buts marqués par le Guyana : 7
- Total de buts marqués par les îles Vierges des États-Unis : 0

### Inde

#### Confrontations
Confrontations entre l'Inde et le Guyana en matchs officiels :
|   | Date         | Lieu       | Match         | Score | Compétition  |
| - | ------------ | ---------- | ------------- | ----- | ------------ |
| 1 | 24 août 2011 | Providence | Guyana - Inde | 2-1   | Match amical |

#### Bilan
Au 18 août 2018 :
- Total de matchs disputés : 1
- Victoires de l'Inde : 0
- Matchs nuls : 0
- Victoires du Guyana : 1
- Total de buts marqués par l'Inde : 1
- Total de buts marqués par le Guyana : 2

### Indonésie

#### Confrontations
Confrontations entre l'Indonésie et le Guyana en matchs officiels :
|   | Date             | Lieu   | Match              | Score | Compétition  |
| - | ---------------- | ------ | ------------------ | ----- | ------------ |
| 1 | 25 novembre 2017 | Bekasi | Indonésie - Guyana | 2-1   | Match amical |

#### Bilan
Au 18 août 2018 :
- Total de matchs disputés : 1
- Victoires de l'Indonésie : 1
- Matchs nuls : 0
- Victoires du Guyana : 0
- Total de buts marqués par l'Indonésie : 2
- Total de buts marqués par le Guyana : 1

## J

### Jamaïque

#### Confrontations
Confrontations entre la Guyane britannique puis le Guyana et la Jamaïque en matchs officiels, :
|    | Date              | Lieu           | Match                         | Score    | Compétition                                                     |
| -- | ----------------- | -------------- | ----------------------------- | -------- | --------------------------------------------------------------- |
| 1  | 6 novembre 1947   | Port-d'Espagne | Guyane britannique - Jamaïque | 2-0      | Match amical                                                    |
| 2  | 10 novembre 1947  | Port-d'Espagne | Guyane britannique - Jamaïque | 0-0      | Match amical                                                    |
| 3  | 1er mars 1959     | Port-d'Espagne | Guyane britannique - Jamaïque | 2-2      | Match amical                                                    |
| 4  | 4 novembre 1973   | Georgetown     | Guyana - Jamaïque             | 2-1      | Match amical                                                    |
| 5  | 23 mai 1991       | Kingston       | Jamaïque - Guyana             | 6-0      | Coupe caribéenne des nations 1991 (gr. A)                       |
| 6  | 1er décembre 2010 | Rivière-Pilote | Jamaïque - Guyana             | 4-0      | Coupe caribéenne des nations 2010 (gr. I)                       |
| 7  | 18 mai 2012       | Montego Bay    | Jamaïque - Guyana             | 1-0      | Match amical                                                    |
| 8  | 11 octobre 2016   | Providence     | Guyana - Jamaïque             | 2-4 (ap) | Éliminatoires de la Coupe caribéenne des nations 2017 (3e tour) |
| 9  | 9 septembre 2019  | Leonora        | Guyana - Jamaïque             | 0-4      | Ligue des nations de la CONCACAF 2019-2020 (Ligue B - gr. C)    |
| 10 | 18 novembre 2019  | Montego Bay    | Jamaïque - Guyana             | 1-1      | Ligue des nations de la CONCACAF 2019-2020 (Ligue B - gr. C)    |

#### Bilan
Au 22 novembre 2019 :
- Total de matchs disputés : 10
- Victoires du Guyana : 2
- Matchs nuls : 3
- Victoires de la Jamaïque : 5
- Total de buts marqués par le Guyana : 9
- Total de buts marqués par la Jamaïque : 23

## M

### Martinique

#### Confrontations
Confrontations entre le Guyana et la Martinique en matchs officiels :
|   | Date         | Lieu        | Match               | Score | Compétition  |
| - | ------------ | ----------- | ------------------- | ----- | ------------ |
| 1 | 2 mai 2012   | Le Lamentin | Martinique - Guyana | 2-2   | Match amical |
| 2 | 28 mars 2017 | Linden      | Guyana - Martinique | 0-0   | Match amical |

#### Bilan
Au 18 août 2018 :
- Total de matchs disputés : 2
- Victoires du Guyana : 0
- Matchs nuls : 2
- Victoires de la Martinique : 0
- Total de buts marqués par le Guyana : 2
- Total de buts marqués par la Martinique : 2

### Mexique

#### Confrontations
Confrontations entre le Guyana et le Mexique en matchs officiels :
|   | Date            | Lieu    | Match            | Score | Compétition                                                      |
| - | --------------- | ------- | ---------------- | ----- | ---------------------------------------------------------------- |
| 1 | 8 juin 2012     | Mexico  | Mexique - Guyana | 3-1   | Éliminatoires de la Coupe du monde 2014 (zone CONCACAF, 3e tour) |
| 2 | 12 octobre 2012 | Houston | Guyana - Mexique | 0-5   | Éliminatoires de la Coupe du monde 2014 (zone CONCACAF, 3e tour) |

#### Bilan
Au 18 août 2018 :
- Total de matchs disputés : 2
- Victoires du Mexique : 2
- Matchs nuls : 0
- Victoires du Guyana : 0
- Total de buts marqués par le Mexique : 8
- Total de buts marqués par le Guyana : 1

## P

### Panama

#### Confrontations
Confrontations entre le Guyana et le Panama en matchs officiels :
|   | Date         | Lieu      | Match           | Score | Compétition           |
| - | ------------ | --------- | --------------- | ----- | --------------------- |
| 1 | 20 mai 2012  | Panama    | Panama - Guyana | 3-1   | Match amical          |
| 2 | 22 juin 2019 | Cleveland | Guyana - Panama | 2-4   | Gold Cup 2019 (gr. D) |

#### Bilan
Au 24 juin 2019 :
- Total de matchs disputés : 2
- Victoires du Panama : 2
- Matchs nuls : 0
- Victoires du Guyana : 0
- Total de buts marqués par le Panama : 7
- Total de buts marqués par le Guyana : 3

### Porto Rico

#### Confrontations
Confrontations entre le Guyana et Porto Rico en matchs officiels :
|   | Date         | Lieu       | Match               | Score | Compétition                                                                 |
| - | ------------ | ---------- | ------------------- | ----- | --------------------------------------------------------------------------- |
| 1 | 12 mars 1993 | Georgetown | Guyana - Porto Rico | 0-2   | Coupe caribéenne des nations 1993 (tour préliminaire)                       |
| 2 | 29 mars 2016 | Bayamón    | Porto Rico - Guyana | 0-1   | Éliminatoires de la Coupe caribéenne des nations 2017 (1er tour - groupe 5) |

#### Bilan
Au 18 août 2018 :
- Total de matchs disputés : 2
- Victoires du Guyana : 1
- Matchs nuls : 0
- Victoires de Porto Rico : 1
- Total de buts marqués par le Guyana : 1
- Total de buts marqués par Porto Rico : 2

## R

### République dominicaine

#### Confrontations
Confrontations entre le Guyana et la République dominicaine en matchs officiels :
|   | Date             | Lieu       | Match                           | Score | Compétition                                        |
| - | ---------------- | ---------- | ------------------------------- | ----- | -------------------------------------------------- |
| 1 | 28 novembre 2006 | Georgetown | Guyana - République dominicaine | 4-0   | Coupe caribéenne des nations 2007 (qualifications) |

#### Bilan
Au 18 août 2018 :
- Total de matchs disputés : 1
- Victoires du Guyana : 1
- Matchs nuls : 0
- Victoires de la République dominicaine : 0
- Total de buts marqués par le Guyana : 4
- Total de buts marqués par la République dominicaine : 0

## S

### Saint-Christophe-et-Niévès

#### Confrontations
Confrontations entre le Guyana et Saint-Christophe-et-Niévès en matchs officiels :
|   | Date             | Lieu       | Match                               | Score | Compétition                                                      |
| - | ---------------- | ---------- | ----------------------------------- | ----- | ---------------------------------------------------------------- |
| 1 | 5 novembre 2008  | Tunapuna   | Guyana - Saint-Christophe-et-Niévès | 1-1   | Coupe caribéenne des nations 2008 (qualifications)               |
| 2 | 7 septembre 2014 | Basseterre | Saint-Christophe-et-Niévès - Guyana | 2-0   | Éliminatoires de la Coupe caribéenne des nations 2014 (1er tour) |

#### Bilan
Au 18 août 2018 :
- Total de matchs disputés : 2
- Victoires du Guyana : 0
- Matchs nuls : 1
- Victoires de Saint-Christophe-et-Niévès : 1
- Total de buts marqués par le Guyana : 1
- Total de buts marqués par Saint-Christophe-et-Niévès : 3

### Sainte-Lucie

#### Confrontations
Confrontations entre le Guyana et Sainte-Lucie en matchs officiels :
|   | Date             | Lieu       | Match                 | Score | Compétition                                                      |
| - | ---------------- | ---------- | --------------------- | ----- | ---------------------------------------------------------------- |
| 1 | 1er juin 1991    | Kingston   | Sainte-Lucie - Guyana | 4-1   | Coupe caribéenne des nations 1991 (match pour la 3e place)       |
| 2 | 28 juillet 2006  | Linden     | Guyana - Sainte-Lucie | 3-2   | Match amical                                                     |
| 3 | 30 juillet 2006  | Georgetown | Guyana - Sainte-Lucie | 2-0   | Match amical                                                     |
| 4 | 13 octobre 2010  | Paramaribo | Guyana - Sainte-Lucie | 1-0   | Coupe caribéenne des nations 2010 (qualifications)               |
| 5 | 25 octobre 2012  | Gros Islet | Sainte-Lucie - Guyana | 0-3   | Coupe caribéenne des nations 2012 (tour préliminaire)            |
| 6 | 5 septembre 2014 | Basseterre | Guyana - Sainte-Lucie | 0-2   | Éliminatoires de la Coupe caribéenne des nations 2014 (1er tour) |
| 7 | 23 mars 2015     | Providence | Guyana - Sainte-Lucie | 2-0   | Match amical                                                     |

#### Bilan
Au 18 août 2018 :
- Total de matchs disputés : 7
- Victoires du Guyana : 5
- Matchs nuls : 0
- Victoires de Sainte-Lucie : 2
- Total de buts marqués par le Guyana : 12
- Total de buts marqués par Sainte-Lucie : 8

### Saint-Vincent-et-les-Grenadines

#### Confrontations
Confrontations entre le Guyana et Saint-Vincent-et-les-Grenadines en matchs officiels :
|   | Date            | Lieu       | Match                                    | Score | Compétition                                                      |
| - | --------------- | ---------- | ---------------------------------------- | ----- | ---------------------------------------------------------------- |
| 1 | 14 janvier 2007 | Marabella  | Guyana - Saint-Vincent-et-les-Grenadines | 0-2   | Coupe caribéenne des nations 2007 (gr. Bobby Sookram)            |
| 2 | 13 janvier 2008 | Blairmont  | Guyana - Saint-Vincent-et-les-Grenadines | 1-0   | Match amical                                                     |
| 3 | 27 janvier 2008 | Kingstown  | Saint-Vincent-et-les-Grenadines - Guyana | 2-2   | Match amical                                                     |
| 4 | 6 novembre 2010 | Marabella  | Guyana - Saint-Vincent-et-les-Grenadines | 2-0   | Coupe caribéenne des nations 2010 (qualifications)               |
| 5 | 19 février 2012 | Kingstown  | Saint-Vincent-et-les-Grenadines - Guyana | 1-0   | Match amical                                                     |
| 6 | 21 octobre 2012 | Gros Islet | Guyana - Saint-Vincent-et-les-Grenadines | 1-2   | Coupe caribéenne des nations 2012 (tour préliminaire)            |
| 7 | 10 juin 2015    | Kingstown  | Saint-Vincent-et-les-Grenadines - Guyana | 2-2   | Éliminatoires de la Coupe du monde 2018 (zone CONCACAF, 2e tour) |
| 8 | 14 juin 2015    | Providence | Guyana - Saint-Vincent-et-les-Grenadines | 4-4   | Éliminatoires de la Coupe du monde 2018 (zone CONCACAF, 2e tour) |

#### Bilan
Au 18 août 2018 :
- Total de matchs disputés : 8
- Victoires du Guyana : 2
- Matchs nuls : 3
- Victoires de Saint-Vincent-et-les-Grenadines : 3
- Total de buts marqués par le Guyana : 12
- Total de buts marqués par Saint-Vincent-et-les-Grenadines : 13

### Salvador

#### Confrontations
Confrontations entre le Guyana et le Salvador en matchs officiels :
|   | Date              | Lieu         | Match             | Score | Compétition                                                      |
| - | ----------------- | ------------ | ----------------- | ----- | ---------------------------------------------------------------- |
| 1 | 7 septembre 2012  | San Salvador | Salvador - Guyana | 2-2   | Éliminatoires de la Coupe du monde 2014 (zone CONCACAF, 3e tour) |
| 2 | 11 septembre 2012 | Providence   | Guyana - Salvador | 2-3   | Éliminatoires de la Coupe du monde 2014 (zone CONCACAF, 3e tour) |

#### Bilan
Au 18 août 2018 :
- Total de matchs disputés : 2
- Victoires du Salvador : 1
- Matchs nuls : 1
- Victoires du Guyana : 0
- Total de buts marqués par le Salvador : 5
- Total de buts marqués par le Guyana : 4

### Sint-Maarten

#### Confrontations
Confrontations entre le Guyana et Sint-Maarten en matchs officiels :
|   | Date         | Lieu       | Match                 | Score | Compétition                                        |
| - | ------------ | ---------- | --------------------- | ----- | -------------------------------------------------- |
| 1 | 4 avril 2001 | Georgetown | Guyana - Sint-Maarten | 2-0   | Coupe caribéenne des nations 2001 (qualifications) |

#### Bilan
Au 18 août 2018 :
- Total de matchs disputés : 1
- Victoires du Guyana : 1
- Matchs nuls : 0
- Victoires de Sint-Maarten : 0
- Total de buts marqués par le Guyana : 2
- Total de buts marqués par Sint-Maarten : 0

### Suriname et Guyane néerlandaise

#### Confrontations
Confrontations entre le Guyana et la Guyane néerlandaise puis le Suriname en matchs officiels.
|    | Date              | Lieu           | Match                        | Score           | Compétition                                                                |
| -- | ----------------- | -------------- | ---------------------------- | --------------- | -------------------------------------------------------------------------- |
| 1  | 1er octobre 1971  | Paramaribo     | Guyane néerlandaise - Guyana | 4-1             | Coupe des nations de la CONCACAF 1971 (tour préliminaire)                  |
| 2  | 4 octobre 1971    | Georgetown     | Guyana - Guyane néerlandaise | 2-3             | Coupe des nations de la CONCACAF 1971 (tour préliminaire)                  |
| 3  | 4 juillet 1976    | Georgetown     | Guyana - Suriname            | 2-0             | Coupe des nations de la CONCACAF 1977 (tour préliminaire)                  |
| 4  | 29 août 1976      | Paramaribo     | Suriname - Guyana            | 3-0             | Coupe des nations de la CONCACAF 1977 (tour préliminaire)                  |
| 5  | 28 septembre 1980 | Georgetown     | Guyana - Suriname            | 0-1             | Coupe des nations de la CONCACAF 1981 (tour préliminaire)                  |
| 6  | 12 octobre 1980   | Paramaribo     | Suriname - Guyana            | 4-0             | Coupe des nations de la CONCACAF 1981 (tour préliminaire)                  |
| 7  | 15 août 1984      | Paramaribo     | Suriname - Guyana            | 1-0             | Coupe des nations de la CONCACAF 1985 (tour préliminaire)                  |
| 8  | 29 août 1984      | Georgetown     | Guyana - Suriname            | 1-1             | Coupe des nations de la CONCACAF 1985 (tour préliminaire)                  |
| 9  | 29 avril 1990     | Paramaribo     | Suriname - Guyana            | 5-0             | Match amical                                                               |
| 10 | 5 mars 1991       | Georgetown     | Guyana - Suriname            | 1-1             | Coupe caribéenne des nations 1991 (tour préliminaire)                      |
| 11 | 10 avril 1992     | Paramaribo     | Suriname - Guyana            | 4-0             | Coupe caribéenne des nations 1992 (tour préliminaire)                      |
| 12 | 26 avril 1992     | Georgetown     | Guyana - Suriname            | 1-2             | Éliminatoires de la Coupe du monde 1994 (zone CONCACAF - 1er tour)         |
| 13 | 25 mai 1992       | Paramaribo     | Suriname - Guyana            | 1-1             | Éliminatoires de la Coupe du monde 1994 (zone CONCACAF - 1er tour)         |
| 14 | 23 janvier 1994   | Paramaribo     | Suriname - Guyana            | 2-0             | Coupe caribéenne des nations 1994 (qualifications)                         |
| 15 | 28 avril 1996     | Paramaribo     | Suriname - Guyana            | 2-1             | Coupe caribéenne des nations 1996 (qualifications)                         |
| 16 | 5 mai 1996        | Georgetown     | Guyana - Suriname            | 2-1 (tab : 3-5) | Coupe caribéenne des nations 1996 (qualifications)                         |
| 17 | 22 février 1999   | Paramaribo     | Suriname - Guyana            | 2-1             | Match amical                                                               |
| 18 | 6 septembre 2006  | Willemstad     | Suriname - Guyana            | 0-5             | Coupe caribéenne des nations 2007 (qualifications)                         |
| 19 | 14 juin 2008      | Paramaribo     | Suriname - Guyana            | 1-0             | Éliminatoires de la Coupe du monde 2010 : zone CONCACAF (2e tour)          |
| 20 | 22 juin 2008      | Georgetown     | Guyana - Suriname            | 1-2             | Éliminatoires de la Coupe du monde 2010 : zone CONCACAF (2e tour)          |
| 21 | 10 août 2008      | Providence     | Guyana - Suriname            | 1-1             | Coupe caribéenne des nations 2008 (qualifications)                         |
| 22 | 28 octobre 2009   | Paramaribo     | Suriname - Guyana            | 0-1             | Match amical                                                               |
| 23 | 17 octobre 2010   | Paramaribo     | Suriname - Guyana            | 0-2             | Coupe caribéenne des nations 2010 (qualifications)                         |
| 24 | 30 avril 2015     | Paramaribo     | Suriname - Guyana            | 1-0             | Match amical                                                               |
| 25 | 21 février 2016   | Providence     | Guyana - Suriname            | 2-0             | Match amical                                                               |
| 26 | 8 octobre 2016    | Paramaribo     | Suriname - Guyana            | 3-2 (ap)        | Éliminatoires de la Coupe caribéenne des nations 2017 (3e tour - groupe 1) |
| 27 | 16 mars 2019      | Nieuw Nickerie | Suriname - Guyana            | 3-1             | Match amical                                                               |

#### Bilan
Au 29 mars 2019 :
- Total de matchs disputés : 27
- Victoires du Suriname : 17
- Matchs nuls : 4
- Victoires du Guyana : 6
- Total de buts marqués par le Suriname : 48
- Total de buts marqués par le Guyana : 28

## T

### Trinité-et-Tobago

#### Confrontations
Confrontations entre la Guyane britannique puis le Guyana et Trinité-et-Tobago en matchs officiels,.
|    | Date              | Lieu           | Match                                  | Score | Compétition                                                      |
| -- | ----------------- | -------------- | -------------------------------------- | ----- | ---------------------------------------------------------------- |
| 1  | 16 mars 1928      | Georgetown     | Guyane britannique - Trinité-et-Tobago | 1-1   | Match amical                                                     |
| 2  | 26 octobre 1929   | Port-d'Espagne | Trinité-et-Tobago - Guyane britannique | 0-0   | Match amical                                                     |
| 3  | 2 novembre 1929   | Port-d'Espagne | Trinité-et-Tobago - Guyane britannique | 0-1   | Match amical                                                     |
| 4  | 3 novembre 1929   | Port-d'Espagne | Trinité-et-Tobago - Guyane britannique | 3-1   | Match amical                                                     |
| 5  | 11 novembre 1929  | Port-d'Espagne | Trinité-et-Tobago - Guyane britannique | 1-1   | Match amical                                                     |
| 6  | 12 novembre 1929  | Port-d'Espagne | Trinité-et-Tobago - Guyane britannique | 0-1   | Match amical                                                     |
| 7  | 5 mars 1931       | Georgetown     | Guyane britannique - Trinité-et-Tobago | 2-1   | Match amical                                                     |
| 8  | 8 mars 1931       | Georgetown     | Guyane britannique - Trinité-et-Tobago | 0-2   | Match amical                                                     |
| 9  | 15 avril 1932     | Bridgetown     | Guyane britannique - Trinité-et-Tobago | 1-0   | Match amical                                                     |
| 10 | 23 avril 1932     | Bridgetown     | Guyane britannique - Trinité-et-Tobago | 1-2   | Match amical                                                     |
| 11 | 24 octobre 1933   | Port-d'Espagne | Trinité-et-Tobago - Guyane britannique | 2-0   | Match amical                                                     |
| 12 | 27 octobre 1933   | Port-d'Espagne | Trinité-et-Tobago - Guyane britannique | 1-1   | Match amical                                                     |
| 13 | 2 novembre 1933   | Port-d'Espagne | Trinité-et-Tobago - Guyane britannique | 1-0   | Match amical                                                     |
| 14 | 5 janvier 1937    | Paramaribo     | Guyane britannique - Trinité-et-Tobago | 0-3   | Match amical                                                     |
| 15 | 11 janvier 1937   | Paramaribo     | Guyane britannique - Trinité-et-Tobago | 2-3   | Match amical                                                     |
| 16 | 28 mars 1938      | Georgetown     | Guyane britannique - Trinité-et-Tobago | 1-1   | Match amical                                                     |
| 17 | 1er avril 1938    | Georgetown     | Guyane britannique - Trinité-et-Tobago | 0-3   | Match amical                                                     |
| 18 | 7 avril 1938      | Georgetown     | Guyane britannique - Trinité-et-Tobago | 0-2   | Match amical                                                     |
| 19 | 4 octobre 1944    | Port-d'Espagne | Trinité-et-Tobago - Guyane britannique | 1-1   | Match amical                                                     |
| 20 | 11 octobre 1944   | Port-d'Espagne | Trinité-et-Tobago - Guyane britannique | 3-0   | Match amical                                                     |
| 21 | 16 octobre 1944   | Port-d'Espagne | Trinité-et-Tobago - Guyane britannique | 3-0   | Match amical                                                     |
| 22 | 5 novembre 1947   | Port-d'Espagne | Trinité-et-Tobago - Guyane britannique | 1-2   | Match amical                                                     |
| 23 | 14 novembre 1947  | Port-d'Espagne | Trinité-et-Tobago - Guyane britannique | 2-0   | Match amical                                                     |
| 24 | 22 mars 1950      | Georgetown     | Guyane britannique - Trinité-et-Tobago | 0-1   | Match amical                                                     |
| 25 | 24 mars 1950      | Georgetown     | Guyane britannique - Trinité-et-Tobago | 1-4   | Match amical                                                     |
| 26 | 27 mars 1950      | Georgetown     | Guyane britannique - Trinité-et-Tobago | 1-0   | Match amical                                                     |
| 27 | 29 mars 1950      | Georgetown     | Guyane britannique - Trinité-et-Tobago | 1-2   | Match amical                                                     |
| 28 | 5 mars 1959       | San Fernando   | Trinité-et-Tobago - Guyane britannique | 2-1   | Match amical                                                     |
| 29 | 5 avril 1964      | Georgetown     | Guyane britannique - Trinité-et-Tobago | 1-2   | Match amical                                                     |
| 30 | 10 avril 1964     | Georgetown     | Guyane britannique - Trinité-et-Tobago | 1-6   | Match amical                                                     |
| 31 | 12 avril 1964     | Georgetown     | Guyane britannique - Trinité-et-Tobago | 1-4   | Match amical                                                     |
| 32 | 4 septembre 1964  | Georgetown     | Guyane britannique - Trinité-et-Tobago | 1-1   | Match amical                                                     |
| 33 | 5 septembre 1964  | Georgetown     | Guyane britannique - Trinité-et-Tobago | 1-2   | Match amical                                                     |
| 34 | 8 octobre 1970    | Georgetown     | Guyana - Trinité-et-Tobago             | 1-1   | Match amical                                                     |
| 35 | 10 octobre 1970   | Georgetown     | Guyana - Trinité-et-Tobago             | 1-1   | Match amical                                                     |
| 36 | 22 septembre 1977 | Linden         | Guyana - Trinité-et-Tobago             | 2-1   | Match amical                                                     |
| 37 | 24 septembre 1977 | Georgetown     | Guyana - Trinité-et-Tobago             | 2-2   | Match amical                                                     |
| 38 | 26 septembre 1977 | Georgetown     | Guyana - Trinité-et-Tobago             | 0-2   | Match amical                                                     |
| 39 | 9 mai 1978        |                | Trinité-et-Tobago - Guyana             | 3-0   | Match amical                                                     |
| 40 | 11 mai 1978       |                | Trinité-et-Tobago - Guyana             | 5-1   | Match amical                                                     |
| 41 | 22 octobre 1980   | Port-d'Espagne | Trinité-et-Tobago - Guyana             | 1-1   | Match amical                                                     |
| 42 | 24 octobre 1980   | Port-d'Espagne | Trinité-et-Tobago - Guyana             | 2-0   | Match amical                                                     |
| 43 | 21 juillet 1984   | Georgetown     | Guyana - Trinité-et-Tobago             | 0-2   | Match amical                                                     |
| 44 | 28 juillet 1984   | San Fernando   | Trinité-et-Tobago - Guyana             | 3-1   | Match amical                                                     |
| 45 | 13 septembre 1987 | Georgetown     | Guyana - Trinité-et-Tobago             | 1-2   | Match amical                                                     |
| 46 | 17 avril 1988     | Georgetown     | Guyana - Trinité-et-Tobago             | 0-4   | Coupe des nations de la CONCACAF 1989 (tour préliminaire)        |
| 47 | 8 mai 1988        | Port-d'Espagne | Trinité-et-Tobago - Guyana             | 1-0   | Coupe des nations de la CONCACAF 1989 (tour préliminaire)        |
| 48 | 30 mai 1991       | Kingston       | Trinité-et-Tobago - Guyana             | 3-1   | Coupe caribéenne des nations 1991 (demi-finale)                  |
| 49 | 2 avril 1997      | Port-d'Espagne | Trinité-et-Tobago - Guyana             | 3-0   | Match amical                                                     |
| 50 | 6 août 2000       | Georgetown     | Guyana - Trinité-et-Tobago             | 0-0   | Match amical                                                     |
| 51 | 2 mars 2004       | Tunapuna       | Trinité-et-Tobago - Guyana             | 1-0   | Match amical                                                     |
| 52 | 29 janvier 2008   | Couva          | Trinité-et-Tobago - Guyana             | 2-1   | Match amical                                                     |
| 53 | 8 juillet 2008    | Tunapuna       | Trinité-et-Tobago - Guyana             | 2-0   | Match amical                                                     |
| 54 | 3 septembre 2008  | Port-d'Espagne | Trinité-et-Tobago - Guyana             | 3-0   | Match amical                                                     |
| 55 | 9 novembre 2008   | Tunapuna       | Trinité-et-Tobago - Guyana             | 1-1   | Coupe caribéenne des nations 2008 (qualifications)               |
| 56 | 26 septembre 2010 | Providence     | Guyana - Trinité-et-Tobago             | 1-1   | Match amical                                                     |
| 57 | 4 novembre 2010   | San Fernando   | Trinité-et-Tobago - Guyana             | 2-1   | Coupe caribéenne des nations 2010 (qualifications)               |
| 58 | 11 novembre 2011  | Providence     | Guyana - Trinité-et-Tobago             | 2-1   | Éliminatoires de la Coupe du monde 2014 (zone CONCACAF, 2e tour) |
| 59 | 15 novembre 2011  | Port-d'Espagne | Trinité-et-Tobago - Guyana             | 2-0   | Éliminatoires de la Coupe du monde 2014 (zone CONCACAF, 2e tour) |
| 60 | 14 novembre 2017  | Couva          | Trinité-et-Tobago - Guyana             | 1-1   | Match amical                                                     |
| 61 | 26 juin 2019      | Kansas City    | Trinité-et-Tobago - Guyana             | 1-1   | Gold Cup 2019 (gr. D)                                            |

#### Bilan
Au 27 juin 2019 :
- Total de matchs disputés : 61
- Victoires de Trinité-et-Tobago : 37
- Matchs nuls : 16
- Victoires du Guyana : 8
- Total de buts marqués par Trinité-et-Tobago : 113
- Total de buts marqués par le Guyana : 44